# The Fall of Neskaya
The Fall of Neskaya este un roman științifico-fantastic (de fantezie științifică) din 2001 al scriitoarei americane Marion Zimmer Bradley scris împreună cu Deborah J. Ross. Este primul roman din Trilogia Clingfire, fiind urmat de Zandru's Forge și A Flame in Hali.
Romanul face parte din Seria Darkover care are loc pe planeta fictivă Darkover din sistemul stelar fictiv al unei gigante roșii denumită Cottman. Planeta este dominată de ghețari care acoperă cea mai mare parte a suprafeței sale. Zona locuibilă se află la doar câteva grade nord de ecuator.